# Eduard Fimmen
Eduard Carl (Edo) Fimmen (Nieuwer Amstel, 18 juni 1881 – Cuernavaca (Mexico), 14 december 1942) was een Nederlandse vakbondsleider.

## Familie
Zijn vader was een koopman, Eduard Hermann Johann Fimmen, en zijn moeder was Therese Ansoul, beiden van Duitse afkomst. Edo Fimmen trouwde met Julie Lucie Cornelia (Nelly) Michen op 18 januari 1906; samen hadden ze een dochter en een zoon. In december 1922 kreeg hij een relatie met de Duitse journaliste Alida Kammerer met wie hij twee dochters kreeg.

## Anarchisme
Fimmen slaagde in 1889 voor de openbare Handelsschool in zijn geboorteplaats en werd klerk op het Amsterdamse kantoor van de American Petroleum Company. Hij sprak vloeiend Frans, Duits en Engels. Na de dood van zijn vader verdiende hij, als zestienjarige, geld als vertaler. Na de militaire dienstplicht zette hij zich in voor het Leger des Heils. Met Lodewijk van Mierop, een lid van de Nederlands-Hervormde Kerk, en Menno Huizinga, een baptist, werkte hij aan het christelijk-anarchistische tijdschrift Vrede en de Rein Leven Beweging, waarvan hij in 1901 een van de oprichters was. Deze beweging streefde naar 'reinheid van lichaam en ziel' en werkte 'uit liefde voor het verlorene', namelijk het paradijs. De groep bracht jonge mensen van verschillende pluimage samen. Zij vonden elkaar in hun verlangen naar volledige zuiverheid van lichaam en ziel. In het begin fungeerde Edo Fimmen met Menno Huizinga als leider van de Rein Leven Beweging, waar Fimmen tussen 1901 en 1908 lid van was. Zij keerden zich vooral tegen prostitutie. Na 1905 ontstond echter onenigheid over 'gratis' en 'bourgeois' huwelijken. Tegen 1908 behoorde Fimmen tot een groep die de beweging niet langer als anarchist beschouwde en na onenigheid met Van Mierop vertrok hij.
Fimmen was tevens actief in de Vereeniging tot bestrijding van het Neo-Malthusianisme en publiceerde onder de namen Edo en Nel Jaccard artikelen in Tegen Leugen en Geweld, bewerkt door Van Mierop. Hij vertaalde materiaal van de conferentie van de Internationale Anti-militaristische Liga, die op 26-28 juni 1904 werd gehouden in Amsterdam. Aangemoedigd door Ferdinand Domela Nieuwenhuis was hij daar voorzitter op de laatste conferentiedag. Christelijke anarchisten, maar ook socialisten, christenen en gewetensbezwaarden riepen op tot een algemene staking in geval van oorlog.

## Vakbond
Hij verdiende zijn geld middels vertaalwerk voor de uitgever van populaire werken J.C. Dalmeyer. In 1904 kreeg Fimmen echter ontslag bij zijn werkgever doordat hij onbezoldigd secretaris van de afdeling Amsterdam van de neutrale Nationale Bond van Handels- en Kantoorbedienden in Nederland werd. Op 22 oktober 1905 was hij een der oprichters van de met de SDAP verbonden Algemeene Nederlandsche Bond van Handels- en Kantoorbedienden. Deze ANBHK sloot zich op 1 januari 1906 aan bij het NVV. Fimmen was eerst penningmeester (1905-1907) en daarna de eerste vrijgestelde secretaris van deze bond (25 december 1907-10 februari 1916). Fimmen werd secretaris van de Centrale Commissie voor de Levensmiddelenvoorziening in 1917 en tot 1918 adviseur van minister Posthuma.
In november 1918 zat hij de gezamenlijke vergadering van SDAP en NVV voor over de aan de regering te stellen eisen, waarvan de verkorting van de arbeidstijd de belangrijkste was. Fimmen gaf ook Onze Strijd (Onze Strijd) 1909-1916. Zij voerden met succes campagne voor gelijke beloning van mannen en vrouwen in 1909.
Na de Eerste Wereldoorlog richtte Fimmen zijn blik op de internationale vakbeweging. Samen met de voorzitter van het NVV, Jan Oudegeest, richtte hij in 1919 het Internationaal Verbond van Vakverenigingen (IVV) op, waarvan hij secretaris en Oudegeest voorzitter werden. Fimmen trad daartoe af als secretaris van het NVV. Een jaar later zette hij zich in voor de heroprichting van de Internationale Transportarbeiders Federatie (ITF). Beide overkoepelende organisaties ontwikkelden zich tot een machtsfactor, die internationaal actie kon verrichten. Zo organiseerde Fimmen voedselhulp voor de door de oorlog getroffen landen, en zorgde het IVV ervoor dat er duizenden kinderen uit het noodlijdende Oostenrijk en Hongarije enkele jaren in buitenlandse gastgezinnen konden opgroeien.
Om de saamhorigheid tussen transportwerknemers in de hele wereld te bevorderen maakte Fimmen propagandareizen over de hele wereld. Ook probeerde hij een gezamenlijkheid van optreden te bewerkstelligen tussen socialistische en communistische bonden, maar dat streven mislukte, en eind jaren twintig moest hij erkennen dat het communisme en de sociaaldemocratie twee onverenigbare stromingen vormden. Zelf stond Fimmen stond zeer kritisch tegenover het Sovjetsysteem. Ook waarschuwde hij al vroeg voor het nationaalsocialisme, dat naar zijn mening door de vakbonden niet sterk genoeg werd bestreden. Na de machtsovername trachtte hij het vakbondsverzet tegen de nazistische regering te organiseren, waardoor vooral veel leden van de Duitse spoorwegbond tot politieke agitatie overgingen. Ook vonden door Fimmens toedoen wel sabotageacties plaats.
In 1933 werd zijn langjarige vriendin Alida in haar woonplaats Berlijn door de Gestapo gearresteerd. Zij werd na korte tijd vrijgelaten en vluchtte met haar kinderen naar Parijs. In 1938 kreeg Fimmen een hersenbloeding, waar hij nooit meer helemaal bovenop zou komen. Na de Duitse inval in Polen vertrok hij naar Londen om zich er samen met Alida en hun kinderen te vestigen, en het kantoor van de ITF ging met hem mee. Hij raakte in een depressie omdat hij zichzelf verweet zich niet genoeg te hebben ingezet. Zijn collega's overreedden Edo Fimmen voor zijn gezondheid naar Mexico te gaan, waar hij een jaar later op 61-jarige leeftijd aan een nieuwe hersenbloeding overleed.

## Publicaties
- De crisis en het overheidspersoneel (Amsterdam 1917);
- The International Federation of Trade Unions (Amsterdam 1922; ook in het Frans, Duits, Zweeds, Italiaans);
- Guerre à la guerre (Amsterdam 1923; ook in het Duits, Nederlands, Engels);
- Geen zwartkijkerij (Amsterdam 1923);
- Die Gewerkschaften und die Internationale Arbeiterhilfe (Wien 1923);
- Labour's Alternative. The United States of Europa or Europe Limited (London 1924; ook in het Duits);
- Vers le Front unique international (Bruxelles z.j.);
- Weltlage und Proletariat (Berlin 1925);
- Weltfriede und Arbeiterbewegung (Berlin 1930).

## Fimmens vertalingen in Nederlands
- Carl Hilty, De kunst van het arbeiden (1903)
- Carl Hilty, Geluk (1903)
- Mrs. Campbell Praed, Nyria (1904)
- Ch. Burlureaux, Wat volwassen meisjes weleens mogen weten (1905)